# Hansjörg Martin
Hansjörg Martin (* 1. November 1920 in Leipzig; † 11. März 1999 auf Mallorca) war ein deutscher Schriftsteller. Er wurde vor allem durch seine Kriminalromane bekannt.

## Leben
Hansjörg Martin absolvierte zunächst ein Kunststudium an der Leipziger Kunstakademie. 1941 wurde er als Soldat eingezogen und an der Ostfront und in den Niederlanden eingesetzt. Nach dem Zweiten Weltkrieg arbeitete er als Maler, Bühnenbildner, Dekorateur und Clown.
Ab 1963 arbeitete er als freier Schriftsteller. Die Veröffentlichung seines ersten Kriminalromans Gefährliche Neugier (1965) trug maßgeblich zur Entstehung eines eigenen Genres, des neuen deutschen Kriminalromans, bei. In seinem über dreißigjährigen Schaffen verfasste Martin rund 35 Kriminalromane, von denen einige als Vorlagen für Fernsehfilme dienten (unter anderem auch für den Tatort). Daneben schrieb Martin auch Drehbücher zu Krimiserien wie Hamburg Transit und Es muss nicht immer Mord sein. Neben vielen Krimis, die fast ausschließlich in der Taschenbuchreihe rororo thriller beim Rowohlt-Verlag erschienen, schrieb Martin den „Öko-Thriller“ Gegen den Wind, der zunächst 1984 bei Bertelsmann und erst 1987 als Rowohlt-Taschenbuch herauskam.
Darüber hinaus machte sich Martin auch als Autor von Kinder- und Jugendbüchern wie der Reihe Unternehmen Jocotobi einen Namen. Auch für Kinderhörspiele und Schulfunk-Features schrieb er Vorlagen.
Seit 1963 arbeitete und lebte er als freier Schriftsteller in Wedel, einem Vorort von Hamburg, wo er als Ratsherr für die SPD im Stadtrat in der Kommunalpolitik tätig war.
Martin war zeitweilig offizieller Stadtteilschreiber in Hamburg-St. Georg. 1986 erhielt er für seine Verdienste als „Begründer des neuen deutschen Kriminalromans“ das Bundesverdienstkreuz. 1999 erlag er im Alter von 78 Jahren auf der spanischen Insel Mallorca einem Herzanfall.
Zu Ehren von Hansjörg Martin verlieh die Vereinigung deutschsprachiger Kriminalschriftsteller Syndikat von 2001 bis 2019 auf der jährlich stattfindenden Criminale den Hansjörg-Martin-Preis für den besten Kinder- und Jugendkrimi des Jahres.

## Auszeichnungen
- Bundesverdienstkreuz am Bande (28. August 1986)[2]
- Ehren-Glauser für sein Gesamtwerk (1988)

## Bücher

### Krimis
Wenn nicht anders vermerkt, handelt es sich um Romane. Die Erzählung Ein Rabe auf der Schulter erschien 1988 – zusammen mit vier Storys von -ky und anderen – in einem Sammelband unter dem Titel Die Krimipioniere.
- Gefährliche Neugier, Rowohlt (rororo thriller 2069), Reinbek 1965
- Kein Schnaps für Tamara, Rowohlt (rororo thriller 2086), Reinbek 1966
- Einer fehlt beim Kurkonzert, Rowohlt (rororo thriller 2109), Reinbek 1966
  - als Bühnenstück: Rowohlt Theater, Reinbek 1985
  - als Taschenbuch (Gefährliche Neugier, Kein Schnaps für Tamara, Einer fehlt beim Kurkonzert), Rowohlt (rororo thriller 2972), Reinbek, 1990
- Bilanz mit Blutflecken Rowohlt (rororo thriller 2138), Reinbek 1968
- Cordes ist nicht totzukriegen, Rowohlt (rororo thriller 2146), Reinbek 1968
- Meine schöne Mörderin, Rowohlt (rororo thriller 2161), Reinbek 1969
- Rechts hinter dem Henker, Rowohlt (rororo thriller 2167), Reinbek 1969
- Blut ist dunkler als rote Tinte, Rowohlt (rororo thriller 2190), Reinbek 1970
- Einer flieht vor gestern nacht, Rowohlt (rororo thriller 2218), Reinbek 1971
- Tod im Dutzend. Kriminalstories, Rowohlt (rororo thriller 2237), Reinbek 1972
- Feuer auf mein Haupt, Rowohlt (rororo thriller 2256), Reinbek 1972
- Mallorca sehen und dann sterben, Rowohlt (rororo thriller 2270), Reinbek 1973
- Bei Westwind hört man keinen Schuß, Rowohlt (rororo thriller 2286), Reinbek 1973
- Schwarzlay und die Folgen, Rowohlt (rororo thriller 2303), Reinbek 1974
- Blut an der Manschette. Kriminalstories, Rowohlt (rororo thriller 2323), Reinbek 1974
- Geiselspiel, Rowohlt (rororo thriller 2340), Reinbek 1975
- Wotan weint und weiß von nichts, Rowohlt (rororo thriller 2386), Reinbek 1976
- Die lange, große Wut. Kriminalstories, Rowohlt (rororo thriller 2404), Reinbek 1977
- Spiel ohne drei, Rowohlt (rororo thriller 2428), Reinbek 1978
- Dein Mord in Gottes Ohr, Rowohlt, Reinbek 1979
  - als Taschenbuch: Rowohlt (rororo thriller 2590), Reinbek 1982
- Der Kammgarn-Killer, Rowohlt (rororo thriller 2481), Reinbek 1979
- Dreck am Stecken. Kriminalstories, Rowohlt (rororo thriller 2505), Reinbek 1979
- Betriebsausflug ins Jenseits, Rowohlt (rororo thriller 2535), Reinbek 1980
- Herzschlag. Roman, Goldmann, München 1980
- Das Zittern der Tenöre, Rowohlt, Reinbek 1981
  - als Taschenbuch: Rowohlt (rororo thriller 2618), Reinbek 1982
- Die grünen Witwen von Rothenfelde, Rowohlt (rororo thriller 2609), Reinbek 1982
- Gute Messer bleiben lange scharf, Kriminalstories, Rowohlt (rororo thriller 2635), Reinbek 1983
- Gegen den Wind, Bertelsmann, München 1984
  - als Taschenbuch: Ullstein, Frankfurt/M., Berlin, 1996
- Heiße Steine, Rowohlt (rororo thriller 2679), Reinbek 1984
  - als Taschenbuch (Grab im Brunnen): Scherz (Scherz Krimi 1505), Bern, München, Wien 1995
- Süßer Tod, Rowohlt (rororo thriller 2877), Reinbek 1987
- Der Rest ist Sterben, Rowohlt (rororo thriller 2900), Reinbek 1988
- Seine besten Stories, Rowohlt (rororo thriller 2911), Reinbek 1989
- Apollonia muss sterben, Rowohlt (rororo thriller 3023), Reinbek 1992
- Mitgegangen, mitgefangen, mitgeh..., Heyne, München 1996
- Ein Rabe auf der Schulter. Ein Krimi vom Hamburger Abendblatt (Schwarze Hefte), Hamburg 1998

### Kinder- und Jugendbücher
- Toms und Tobbys tolle Trampfahrt, Thienemanns, Stuttgart 1951
- Till mit dem Bauchladen, Thienemanns, Stuttgart 1952
- Der Sieg der Sieben, Bayerische Verlagsanstalt, Bamberg 1953
- Diebe, Nacht und Nebel, Rufer, Gütersloh 1955
- Johann der Dreizehnte, Hoch, Düsseldorf 1955
- Jenny und Jochen, Thienemanns, Stuttgart 1959
- Susanne sieht den See (mit Irene Schreiber), Stalling, Oldenburg/Hamburg 1962
- Ich heiße Flaps, Boje, Stuttgart 1963
- Ping-Pong bleibt die Spucke weg, Herold, Stuttgart 1965
- Vier vermummte Gestalten, Boje, Stuttgart 1969
- Ein buntes Auto und ein schwarzes Schwein, Rowohlt, Reinbek 1972
- Überfall am Okeechobee. Vom Freiheitskampf der Seminolen-Indianer, Rowohlt (Rotfuchs 4), Reinbek 1972
- Spiele auf Spiekeroog. Geschrieben mit einer 6. Klasse. Fotos von Thomas Martin, Rowohlt (Rotfuchs 40), Reinbek 1973
- Ist der Mars aus Marzipan?, Bertelsmann, München, 1975
- k.o. und o.k. Eine Boxergeschichte, Rowohlt (Rotfuchs 102), Reinbek 1975
- Die Sache im Supermarkt. Eine Detektivgeschichte (ab 10 Jahre), Rowohlt (Rotfuchs 144), Reinbek 1977, ISBN 3-499-20144-5
- Das Gespenst von Altona, Rowohlt (Rotfuchs 220), Reinbek 1979
- Kein Platz für Tarzan, Rowohlt (Rotfuchs 250), Reinbek 1980
- Die Sache im Stadtpark. Eine Kriminalgeschichte (ab 13 Jahre), Rowohlt (Rotfuchs 286), Reinbek 1982
- Der Verweigerer, Rowohlt (Rotfuchs 4508), Reinbek 1980
- Die Sache mit den Katzen. Ein Krimi, weil es um ein Verbrechen geht, das manche Leute nicht für ein Verbrechen halten, Rowohlt (Rotfuchs 344), Reinbek 1984
- Weiße Schildkröte weiß mehr. Roman für Kinder, Carlsen, Reinbek 1987
- Mit dem Wind gegen das Gesetz. Die Erzählungen des ehrlichen Schmugglers Tomeo, Arena, Würzburg 1988
- Hell und Dunkel, Thienemann, Stuttgart 1992
- Zwischen Mallorca und Tanger. Abenteuer des ehrlichen Schmugglers Tomeo, Rowohlt (Rotfuchs 641), Reinbek 1992
- Wipps ist weg! Hundstage mit Hindernissen, Rowohlt (Rotfuchs 728), Reinbek 1994
- Ein Pony auf dem Sofa, Ullstein, Berlin 1997

### Unternehmen Jocotobi
- Band 1: Die Jagd nach den Goldmasken, Pelikan, Hannover 1989
- Band 2: Ein Drachen und ein Schatz, Pelikan, Hannover 1989
- Band 3: Gefahr in den Ferien, Pelikan, Hannover 1989
- Band 4: Auch Wölfe fressen aus der Hand, Pelikan, Hannover 1989
- Band 5: Das Gartenlauben-Geheimnis, Pelikan, Hannover 1989
- Band 6: Wer hat Katur gestohlen?, Pelikan, Hannover 1990
- Band 7: Diebe, Nacht und Nebel, Pelikan, Hannover 1990
- Band 8: Verdacht und Flucht, Pelikan, Hannover 1990
- Band 9: Eine Chance für Charly, Pelikan, Hannover 1990
- Band 10: Veronikas Versteck, Pelikan, Hannover 1990
- Band 11: Wirbel im Wildpark, Pelikan, Hannover 1990
- Band 12: Seltene und schräge Vögel, Pelikan, Hannover 1990
- Band 13: Zirkus, Zoff und Zottelbären, Pelikan, Hannover 1991
- Band 14: Die rätselhafte Fracht der St. Maria, Pelikan, Hannover 1991
- Band 15: Tanz um Tanja, Pelikan, Hannover 1992

Die Bände 1–5 und 7 wurden auch als Hörspiele von Europa veröffentlicht.

### Varia
- Bewölkte Vergangenheit. Eine Kindheit im Dritten Reich. Erzählung. Mit Materialien, Klett, Stuttgart 1986, ISBN 3-12-261450-2
- Querbeet durch Tag und Traum. Texte aus fast fünfzig Jahren, Husum 1990, ISBN 3-88042-488-8
- Zwölf Monate Mallorca. Impressionen von der Baleareninsel, Knaur, München 1994
- „Ins Ohr gesagt“: Gedanken und Geschichten zu Gestalten und Gedichten, Berlin, Ullstein 1995
- Von Spökenkiekern und Strandpiraten. Notizen aus Ostfriesland, Knaur, München 1997

## Hörfunk
Hansjörg Martin realisierte über 100 Schulfunksendungen und Radio-Features. Dazu kommen die folgenden Hörspiele:
- 1971: Blut ist dunkler als rote Tinte – Bearbeitung und Regie: Edmund Steinberger (BR)
- 1974: Mord aus der Dose – Regie: Edward Rothe (WDR)
- 1974: Bei Westwind hört man keinen Schuß – Bearbeitung: Karl Richard Tschon (BR)
- 1975: 112 Grad Celsius – Regie: Friedhelm Ortmann (WDR)
- 1975: Blut an der Manschette – Regie: Friedhelm Ortmann (WDR)
- 1976/77: Bei Lehmanns ist was los (Serie) (HR)
- 1977: Wohin mit dem armen T. (Kinderhörspiel) – Regie: Gottfried von Einem (HR)
- 1977: Ehrenwort, Herr Petermann (Kinderhörspiel) – Regie: Bernd Lau (HR)
- 1982: Cordes ist nicht totzukriegen – Regie: Manfred Brückner (WDR)
- 1983: Raiber un Schanditz (Plattdeutsches Krimimagazin) (WDR)

## Filmografie

### Fernsehfilme
- 1967: Im Flamingo-Club (Fernsehserie), Drehbuch: Hansjörg Martin, Regie: Udo-Wolfgang Wilk
- 1968: Einer fehlt beim Kurkonzert (Fernsehfilm, NDR, 80 Min.), Drehbuch: Hansjörg Martin, Regie: Jürgen Roland
- 1970: Gefährliche Neugier (Fernsehfilm, ZDF, 90 Min.), Drehbuch: Hansjörg Martin, Regie: Hans Dieter Schwarze, mit Claus Biederstaedt, EA 8. Februar 1970
- 1972: Tatort: Der Fall Geisterbahn (Serienfilm in der Reihe Tatort, HR, 73 Min.), Drehbuch: Hansjörg Martin, Regie: Hans Dieter Schwarze, mit Klaus Höhne als Kommissar Konrad, EA 12. März 1972 ARD
- 1973: Nerze nachts am Straßenrand (nach Motiven des Romans Feuer auf mein Haupt), Drehbuch: Bruno Hampel, Regie: Wolfgang Staudte, mit Peter Eschberg, EA 24. August 1973 ZDF
- 1976: Bei Westwind hört man keinen Schuß (HR, 65 Min.), Drehbuch: Hansjörg Martin nach seinem gleichnamigen Roman, Regie: Sepp Strubel
- 1978–80: Sonne, Wein und harte Nüsse (Fernsehserie, 28 Teile, Rhewes Film für WWF), Drehbuch: Martin Duschat, Hansjörg Martin, Horst Pillau, Hans-Gert Hillgruber, Wolfgang von Chmielewski, Jürgen Froitzheim, Maria Matray, Detlef Müller, Regie: Hermann Leitner, Frank Guthke, Dieter Lemmel, Hans Peter Kaufmann, Peter Weck
- 1981: Der Schluckauf (Fernsehfilm, HR, 45 Min.), Drehbuch: Hansjörg Martin nach einem Hörspiel von Karl Heinz Gies, Regie: Reinhard Koch, EA 24. Dezember 1981 ARD (in Wir warten aufs Christkind)
- 1981: Tatort: Das Zittern der Tenöre (Tatort-Serienfilm, NDR, 90 Min.), Drehbuch: Hansjörg Martin, Regie: Hans Dieter Schwarze, mit Erik Schumann, EA 31. Mai 1981 ARD
- 1985: Es muss nicht immer Mord sein – Klassentreffen (Serienepisode, ZDF, 25 Min.), Drehbuch: Hansjörg Martin, Regie: Michael Mackenroth
- 1988: Hamburg Transit – Überfall auf den Baron (Serienepisode, NDR, 25 Min.), Drehbuch: Hansjörg Martin und Arno Alexander, Regie: Claus Peter Witt

### Studio-Film
- 1967: Tamara, Regie: Hansjürgen Pohland, Drehbuch: Pohland nach dem Roman von Hansjörg Martin. Mit Petrus Schloemp, Rolf Zacher und Wolfgang Preiss

### Dokumentarfilme
- 1973: Der organisierte Samariter (NDR), Regie: Hansjörg Martin
- 1983: Das kann doch einen Seemann nicht erschüttern (NDR), Regie: Hansjörg Martin
- 1996: Von Ostfriesland und Mallorca – Die zwei Leben des Hansjörg Martin (WDR), Regie: Heinz Trenczak